# Arqueoparque de Vogelherd
El Arqueoparque de Vogelherd es un parque arqueológico y un yacimiento arqueológico en torno a la cueva de Vogelherd. El parque arqueológico se encuentra en el valle del Lone  del macizo de Jura de Suabia, cerca de Stetten ob Lontal, un barrio de la ciudad de Niederstotzingen, distrito de Heidenheim, en Baden-Württemberg. 
La construcción del parque arqueológico comenzó el 12 de enero de 2012 y se inauguró el 1 de mayo de 2013. Desde mayo de 2013, cuando se inauguró, hasta mayo de 2018, el parque temático recibió una media de 24 000 visitantes al año, un total de unas 120 000 personas en 5 años.
Además de una zona exterior con atracciones y el acceso a la cueva de Vogelherd, el parque arqueológico incluye un centro de información y visitantes en el que se exponen permanentemente dos figuras del yacimiento prehistórico. El desarrollo del parque arqueológico presenta la cueva de Vogelherd junto con los otros principales yacimientos prehistóricos del valle del Lone.
El parque arqueológico forma parte del bien cultural Grutas y arte del periodo glacial en el Jura suabo inscrito como Patrimonio de la humanidad de la Unesco  en 2017, que consta de seis cuevas así como de las piezas de arte mueble que se han descubierto.
El yacimiento está gestionado y conservado por el arqueólogo estadounidense Nicholas J. Conard, la arqueóloga alemana Ewa Dutkiewicz, la Universidad Eberhard Karl y el Instituto Prehistórico y Protohistórico de Tubinga.

## Contexto geográfico y topográfico

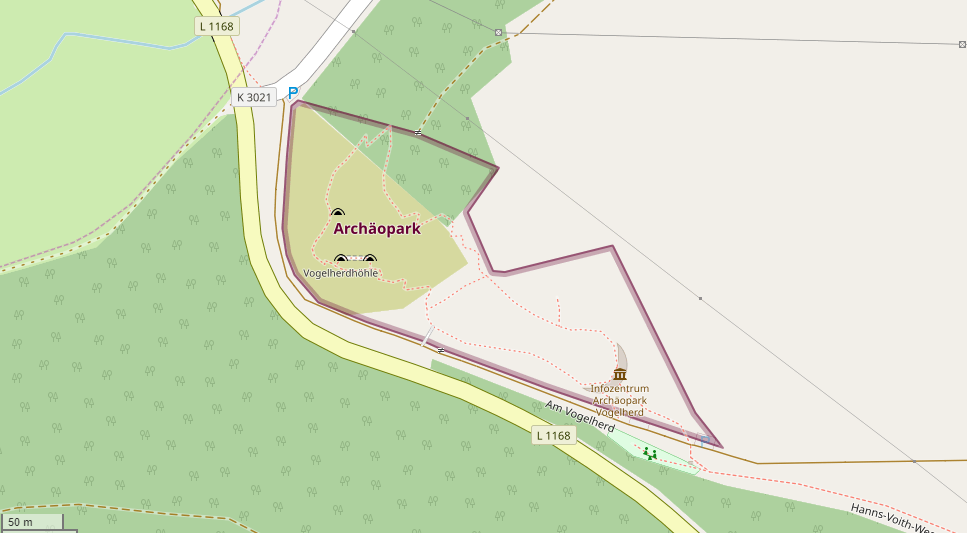
Plano del parque arqueológico y su entorno.

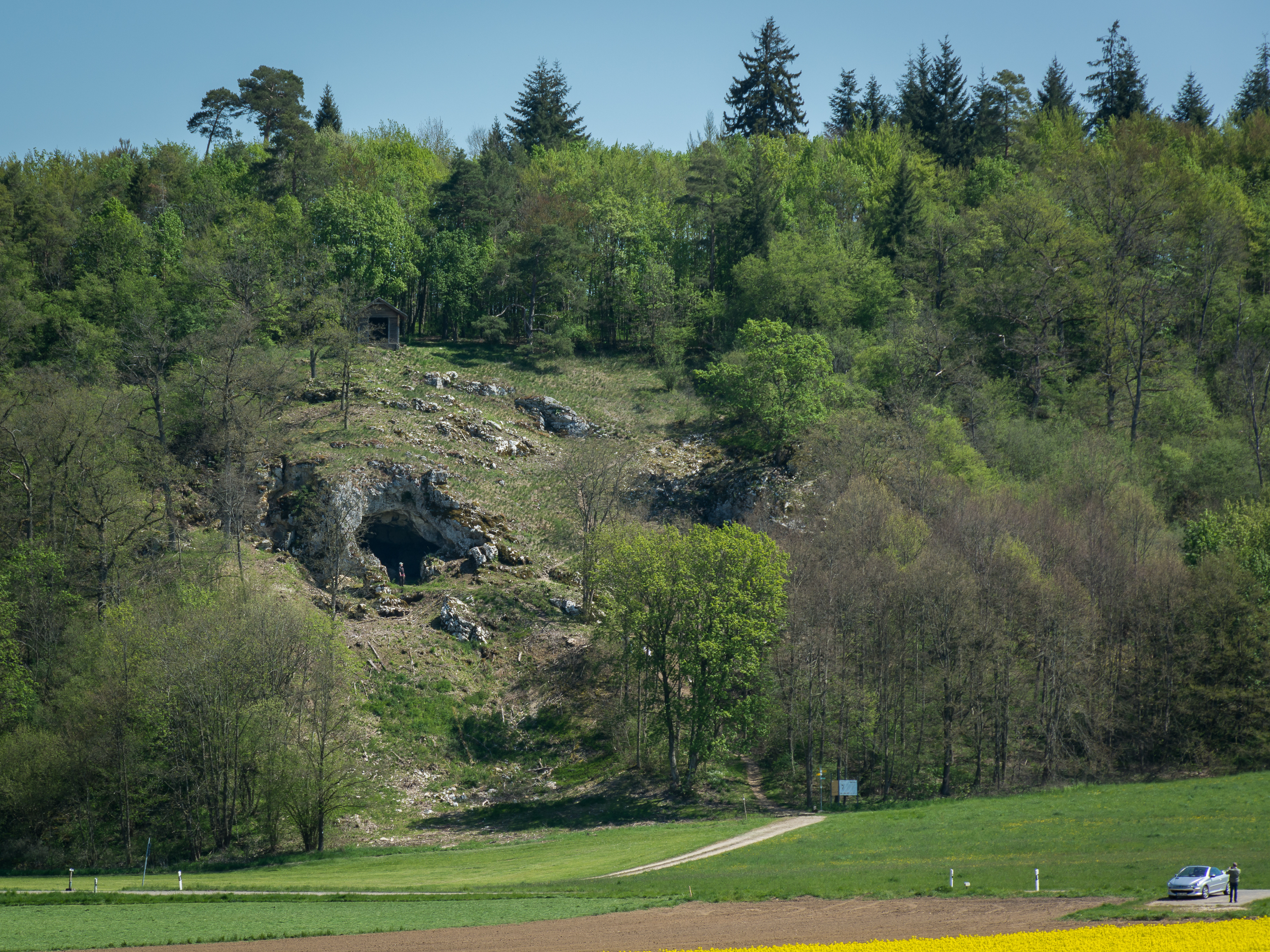
Panorama del valle del Lone.

El parque arqueológico de Vogelherd se encuentra en Stetten Ob Lontal, un barrio de la ciudad de Niederstotzingen, distrito de Heidenheim, en el estado de Baden-Württember.} El parque arqueológico, al igual que la cueva, está situado a unos 30 km de la ciudad de Ulm, en un eje noroeste. El parque arqueológico está situado en el valle del río Lone, a 1 km al noroeste de las orillas de este río. El parque arqueológico de Vogelherd está situado en la parte oriental de las montañas del Jura de Suabia.
El Arqueoparque está situado en una zona del valle del Lone del bien patrimonial Cuevas y Arte de la Edad de Hielo del Jura suabo, que abarca 190,4 ha.,  y tiene una zona de amortiguación de 391,9 ha. Esta zona se extiende a lo largo de 3 km e incluye parte del fondo del valle y las laderas. La zona se extiende hasta el borde de la meseta circundante. La mayor parte de la depresión formada por el cauce del Lone es relativamente estrecha, con una anchura de 200 m, y la anchura del valle del río puede alcanzar los 500 m en algunos puntos. Las laderas del valle se elevan hasta un máximo de 30 m de altura. El entorno del valle del Lone es de carácter rural, con parcelas cultivadas en el fondo del valle y laderas cubiertas de bosques. El valle del Lone tiene 50 km de longitud y comienza después de la ciudad de Geislingen an der Steige y termina en el Brenz. El curso del río Lone atraviesa y alimenta una gran meseta formada durante el Jurásico. Esta meseta se encuentra entre las ciudades de Ulm y Geislingen y alcanza una altura media de unos 1000 m.
Se puede llegar al parque desde el Hanns-Voith-Weg por la L1168. El Neandertalerweg, una ruta de senderismo de 11,5 km, conecta el Arqueoparque de Vogelherd con la cueva de Bockstein a través de la cueva de Hohlenstein-Stadel.

## Historia

### Descubrimiento y excavaciones de las cuevas del Jura suabo

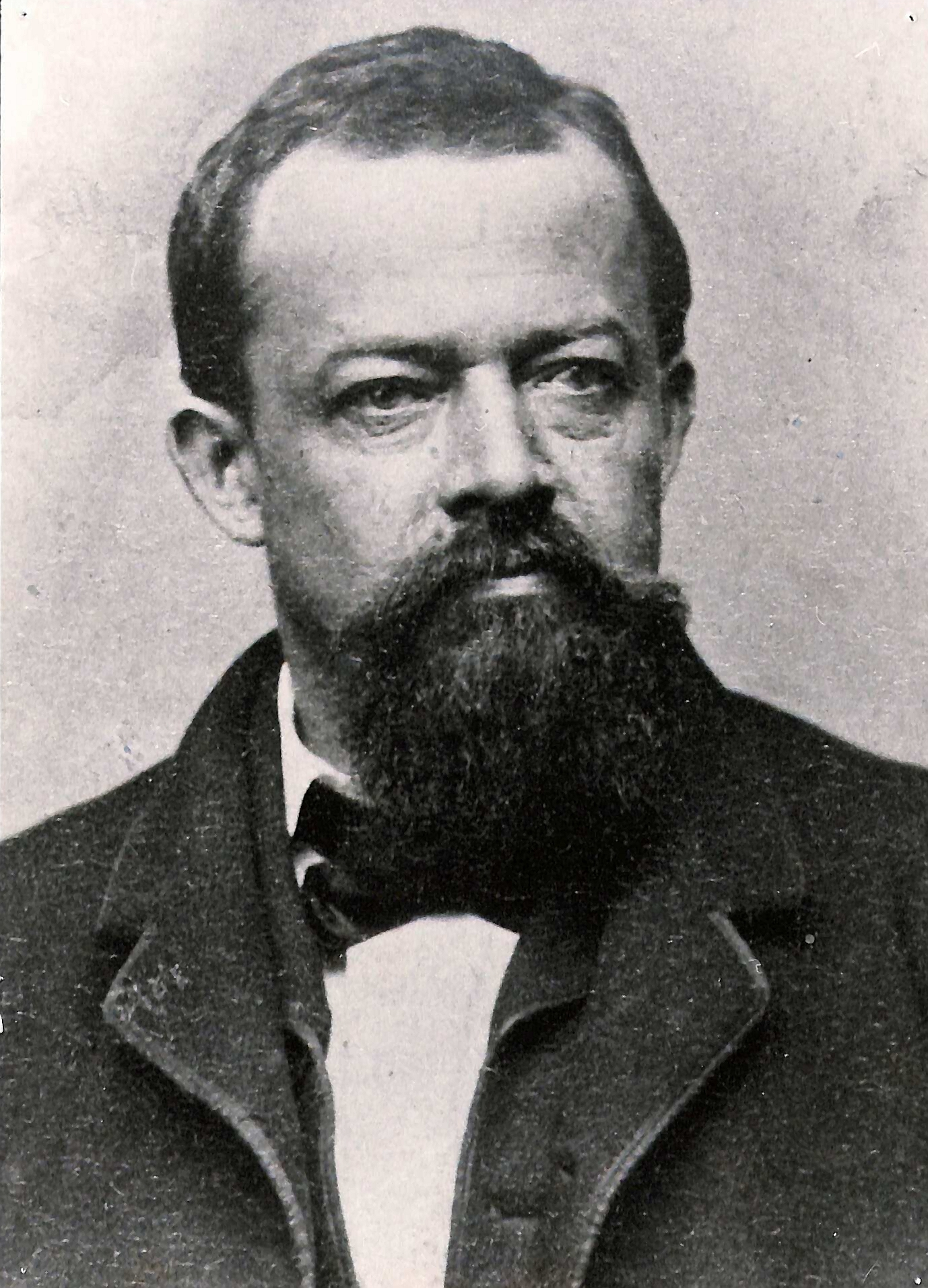
El geólogo y naturalista Oscar Fraas.

Las primeras investigaciones arqueológicas se llevaron a cabo en el valle del Lone en 1861 o 1862 por Oskar Fraas, en el emplazamiento de la cueva Hohlenstein-Stadel —pero también dentro de la Bärhenhöle— con el descubrimiento de fósiles pertenecientes a ejemplares de oso de las cavernas. Más tarde, a partir de la segunda mitad de la década de 1860, el material arqueológico encontrado en la cueva de Holenstein-Stadel indicó a los arqueólogos la posible existencia de otros asentamientos prehistóricos locales, y se llevaron a cabo nuevas prospecciones en la cueva de Hohle Fels en 1871 y luego en la cueva de Bockstein en 1879 y 1883-1884.}
En los años cincuenta y la primera mitad de los sesenta, se llevaron a cabo varias exploraciones en diversos yacimientos prehistóricos del Valle del Solitario bajo la dirección del paleontólogo Robert Wetzel.
La cueva de Geißenklösterle, por su parte, fue descubierta en la segunda mitad de la década de 1950 y excavada a partir de la primera mitad de la década de 1970, en 1973 por Eberhard Wagner, y luego por el arqueólogo y paleoprehistoriador Joachim Hahn entre 1974 y 1991.
En la década de 2000, las cuevas de Vogelherd y Geißenklösterle fueron objeto de campañas de excavación. Los trabajos se realizaron bajo la dirección del arqueólogo Nicholas J. Conard.

### Proyecto
El proyecto de estudio del parque arqueológico se inició el 10 de mayo de 2005. El estudio de viabilidad para la realización del parque arqueológico comenzó el 5 de diciembre.
El 1 de agosto de 2006, el consejo municipal de la ciudad de Niederstotzingen presentó los resultados del estudio de viabilidad. El proyecto se llamó entonces Steinzeit am Vogelherd.
Las bases del proyecto de construcción del parque arqueológico se determinaron entre diciembre de 2006 y marzo de 2007.
El presupuesto del parque arqueológico fue presentado y aprobado por la ciudad de Niederstotzingen en 2008.  Asciende a 1,8 millones de euros que debe pagar el municipio. Al año siguiente, el proyecto se presentó al gobierno de Baden-Württemberg. La ubicación del emplazamiento se definió ese mismo año. Los fondos para la construcción del parque arqueológico fueron aprobados por el gobierno.
Debido a los elevados costes del presupuesto, la mayoría de los habitantes de Niederstotzingen se oposuieron a la construcción del parque arqueológico y el 18 de enero de 2011 el ayuntamiento paralizó el proyecto. A continuación se revisó el presupuesto y se redujeron varias de las partidas de gasto.

### Construcción e inauguración del parque

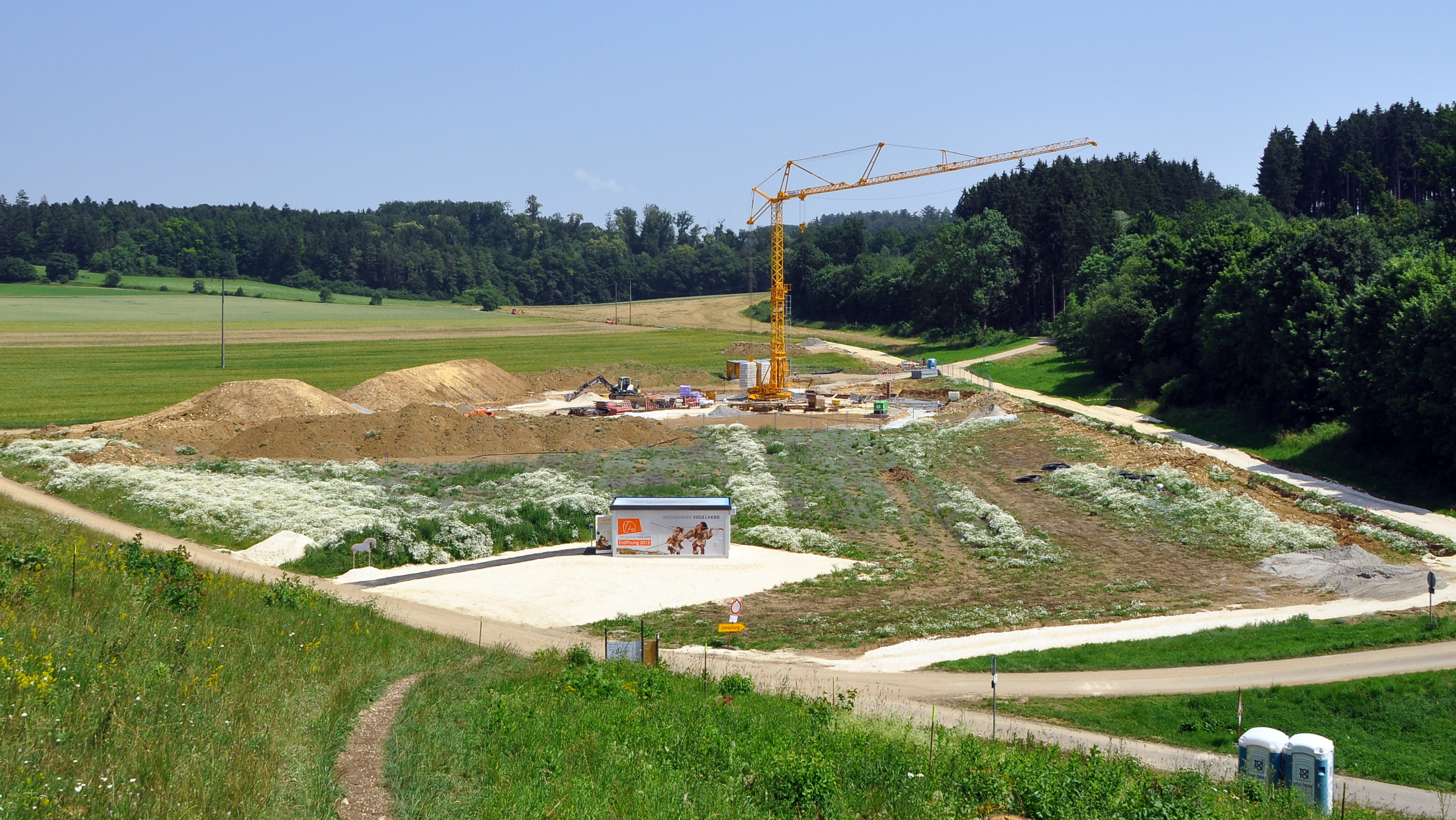
Obra de construcción del parque arqueológico en junio de 2012.

El 5 de julio de 2011, el estudio de arquitectura muniqués Ritter Jockisch fue elegido por el ayuntamiento para diseñar las estructuras del parque arqueológico.
Las obras comenzaron el 13 de enero de 2012. Debido a un ahorro presupuestario en 2011, el edificio principal del parque está construido en hormigón y cristal y se sitúa en un semicírculo en la ladera de la colina.
El parque se inauguró el 1 de mayo de 2013.

### Inscripción en el Patrimonio Mundial y desarrollo posterior
En 2009 se puso en marcha un proyecto de nominación de varios yacimientos prehistóricos del Jura suabo y sus artefactos asociados. A principios de la década de 2010, un grupo de trabajo delegado en el monumento histórico de Baden-Württemberg llevó a cabo un examen y una selección. En 2017, las seis cuevas, las piezas de arte mueble encontradas en ellas y el parque arqueológico que complementa el bien cultural fueron inscritos como Patrimonio de la Humanidad por la UNESCO en un grupo titulado «Cuevas y arte de la Edad de Hielo en el Jura de Suabia».
En septiembre de 2018, se instalaron en el parque dos réplicas de mamuts a tamaño natural. Ambas esculturas son de madera.

## Características

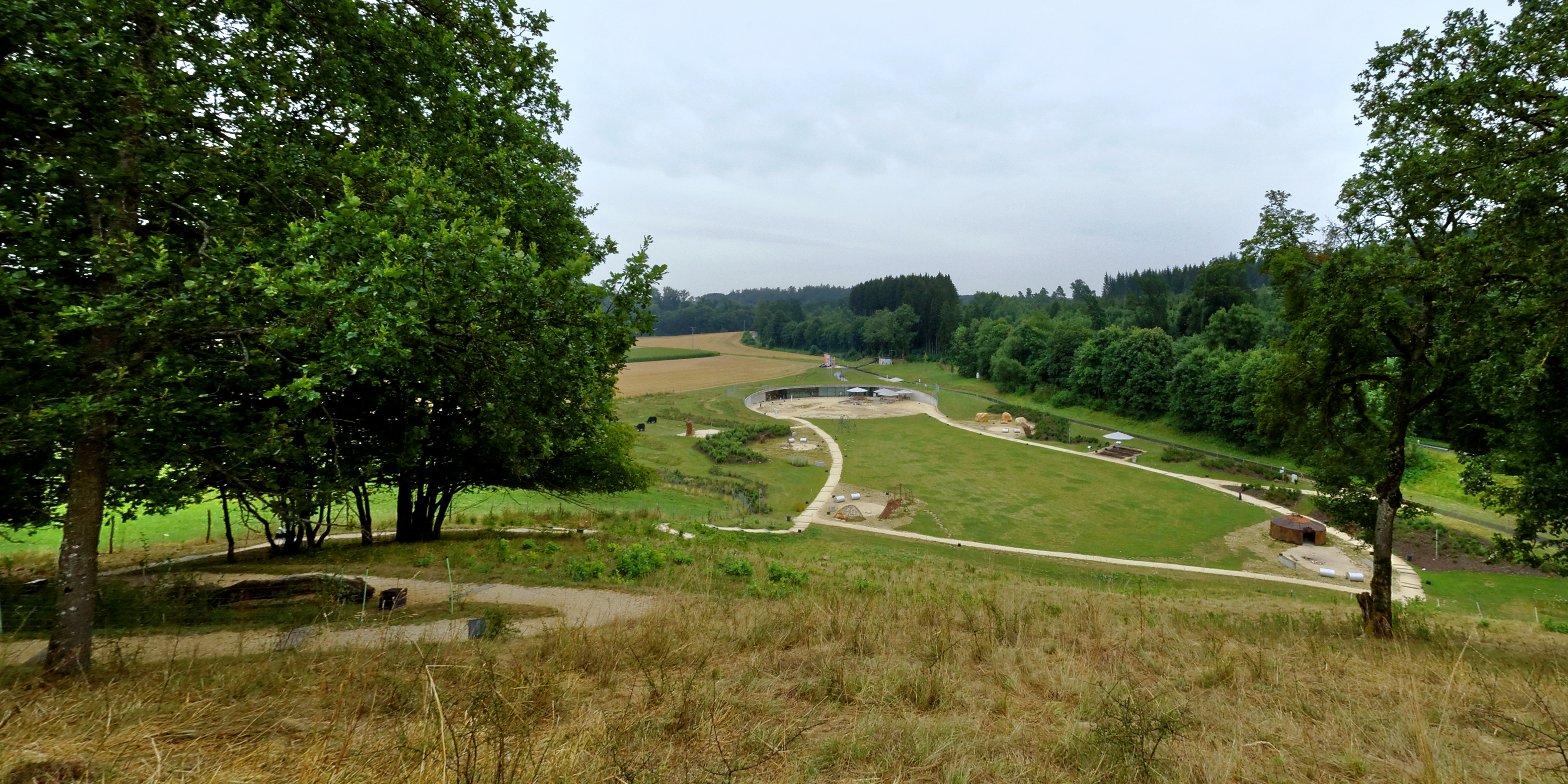
Vista general del Arqueoparque de Vogelherd.

El parque arqueológico ocupa 3,5 ha. La superficie de terreno edificable prevista en el proyecto de desarrollo del parque arqueológico es de más de 5 ha.
El sitio tiene una superficie bruta de 544 m2 y una superficie neta de 377 m2. El volumen total de los edificios construidos dentro del parque arqueológico es de 1.00 m3.
En el lustro comprendido entre mayo de 2013 y mayo de 2018, el complejo de Vogelherd recibió una media de 24 000 visitantes al año, es decir, un total de unas 120 000 personas.·. El 80% de los visitantes son de Baden-Württemberg y el 20% de otros estados federados o países extranjeros. En el lugar, 20 guías culturales especializados en arqueología acompañan e informan a los visitantes (grupos, familias, etc.).

## Descripción

### Cueva de Vogelherd

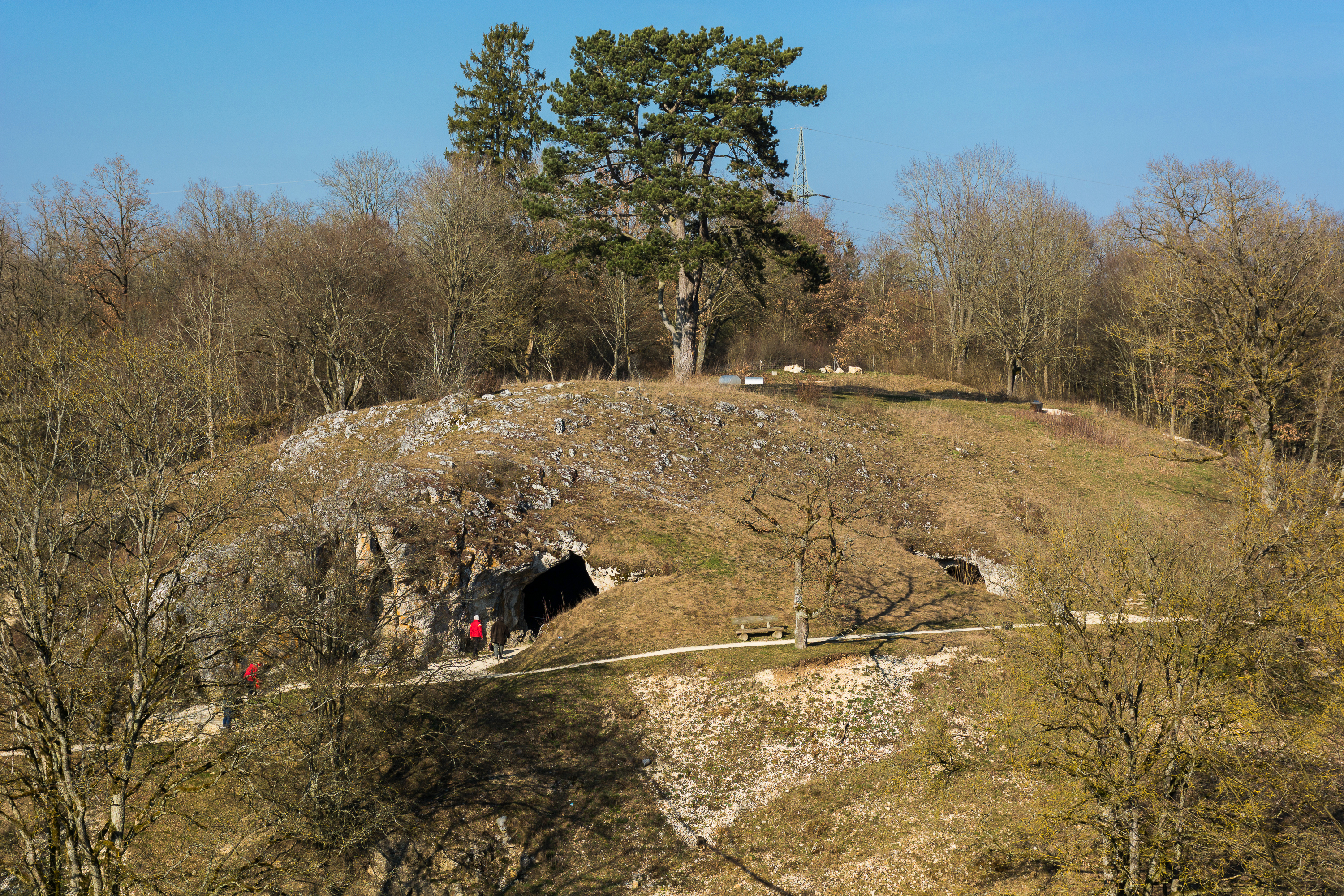
Vista panorámica de Vogelherd.

El Vogelherd tiene una planta en forma de Y. Tiene una superficie total de 170 m.2 La cueva está orientada según un eje noroeste/sudeste.
La cavidad está formada por tres galerías conectadas en la zona central. Las galerías tienen entre 15 y 25 m de longitud, mientras que su anchura oscila entre un mínimo de 2 m y un máximo de 7 m. Sus bóvedas tienen entre 2 y 3 m de altura. Sus bóvedas tienen entre 2 y 3 m de altura. La cámara principal de la cueva tiene unos 50 m de longitud.
La Vogelherd tiene tres entradas interconectadas. Estas tres entradas se encuentran en los extremos sureste, norte y suroeste de la cueva.}

### Edificios y estructuras
El parque arqueológico fue diseñado por el estudio de arquitectura muniqués Ritter Jockisch, y el estudio de arquitectura paisajística Keller, Damm y Roser.

#### Centro de recepción e información
El centro de recepción e información se encuentra a 200 m al sureste de la cueva. El edificio, integrado en el relieve del lugar y cubierto por una capa natural de hierbas en su lado oriental, tiene forma de hoz.52,53. El edificio está construido en su totalidad con hormigón armado y ampliamente aislado. Todas las superficies y estructuras de soporte están encofradas con losas de hormigón de cemento de clase SB 2 (medio) ligado y coloreado con cal.52,53. Las losas, con formas ligeramente curvas, se fijan a las estructuras de hormigón armado mediante tornillos. Los paneles son de tamaño estándar y miden 2,5 × 1,25 m.
El centro de información cuenta con un auditorio diseñado como un ágora semicircular. El auditorio cuenta con escalones hechos de losas de hormigón que están expuestos a la luz. 52,53 La fachada del auditorio, orientada hacia el oeste, hacia el Vogelherd, está hecha completamente de paneles de vidrio. El vestíbulo del edificio tiene dos paneles de plexiglás suspendidos del techo.
El edificio también incluye una sala de exposición en la que los artefactos están protegidos por un cristal blindado. Se colocan en el centro de la sala. La sala de exposiciones está equipada con una pantalla mural en la que se proyectan documentales relacionados con el yacimiento y su historia. El espacio interior de la sala está diseñado como una cueva.

Centro de visitantes e información del parque
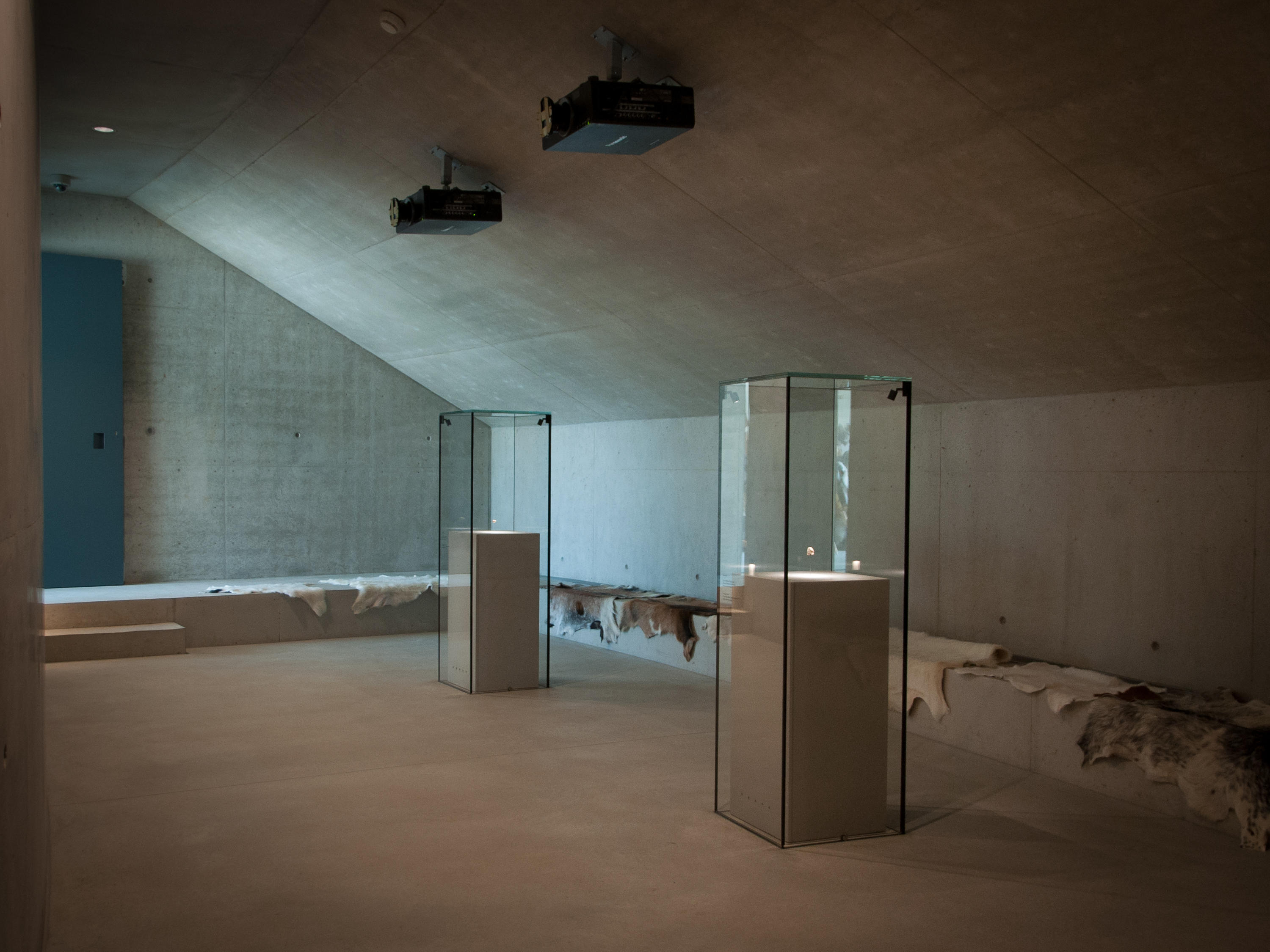
Sala de exposición.
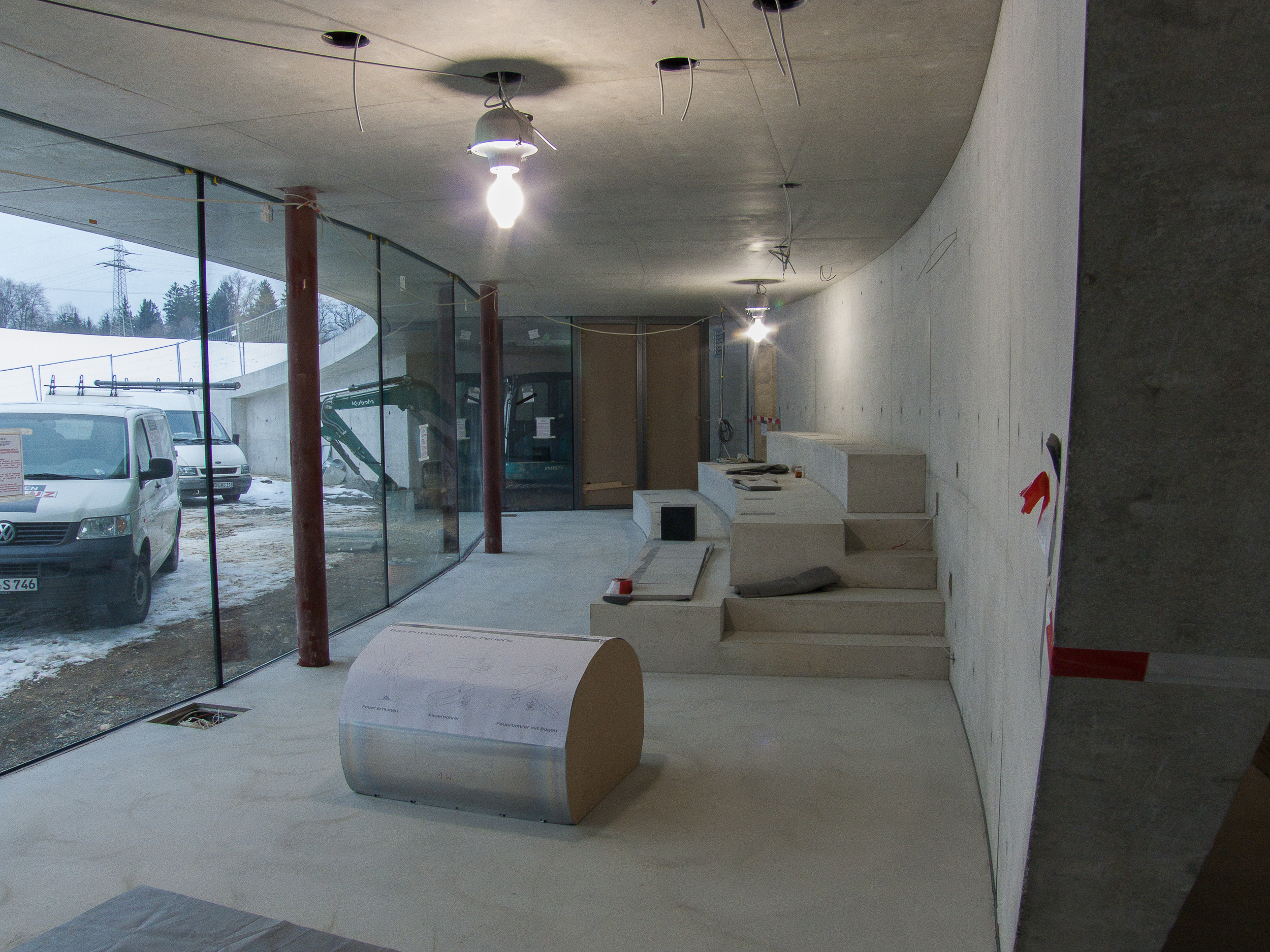
Auditorium durante de la construcción del centro.
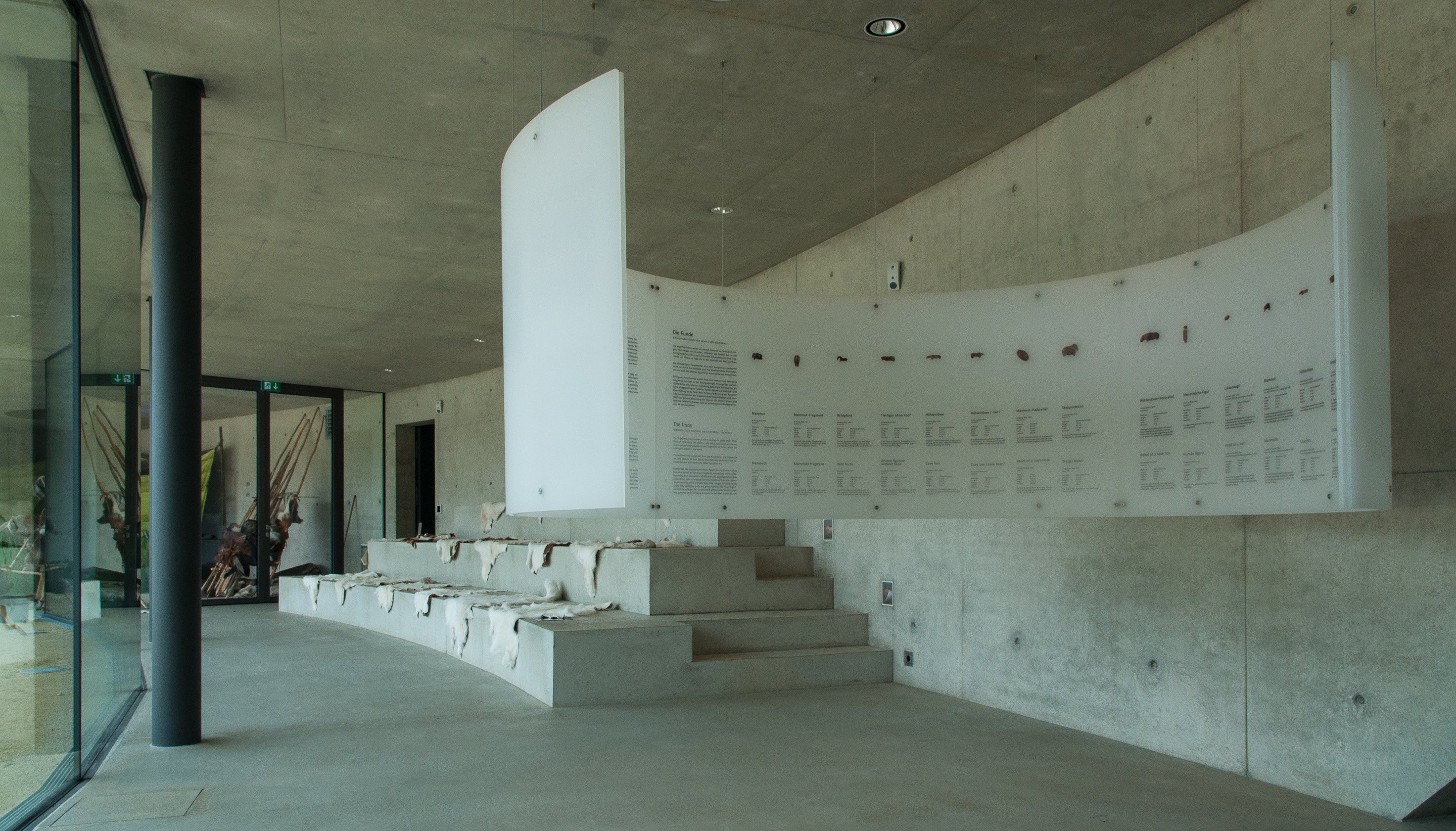
Auditorium.
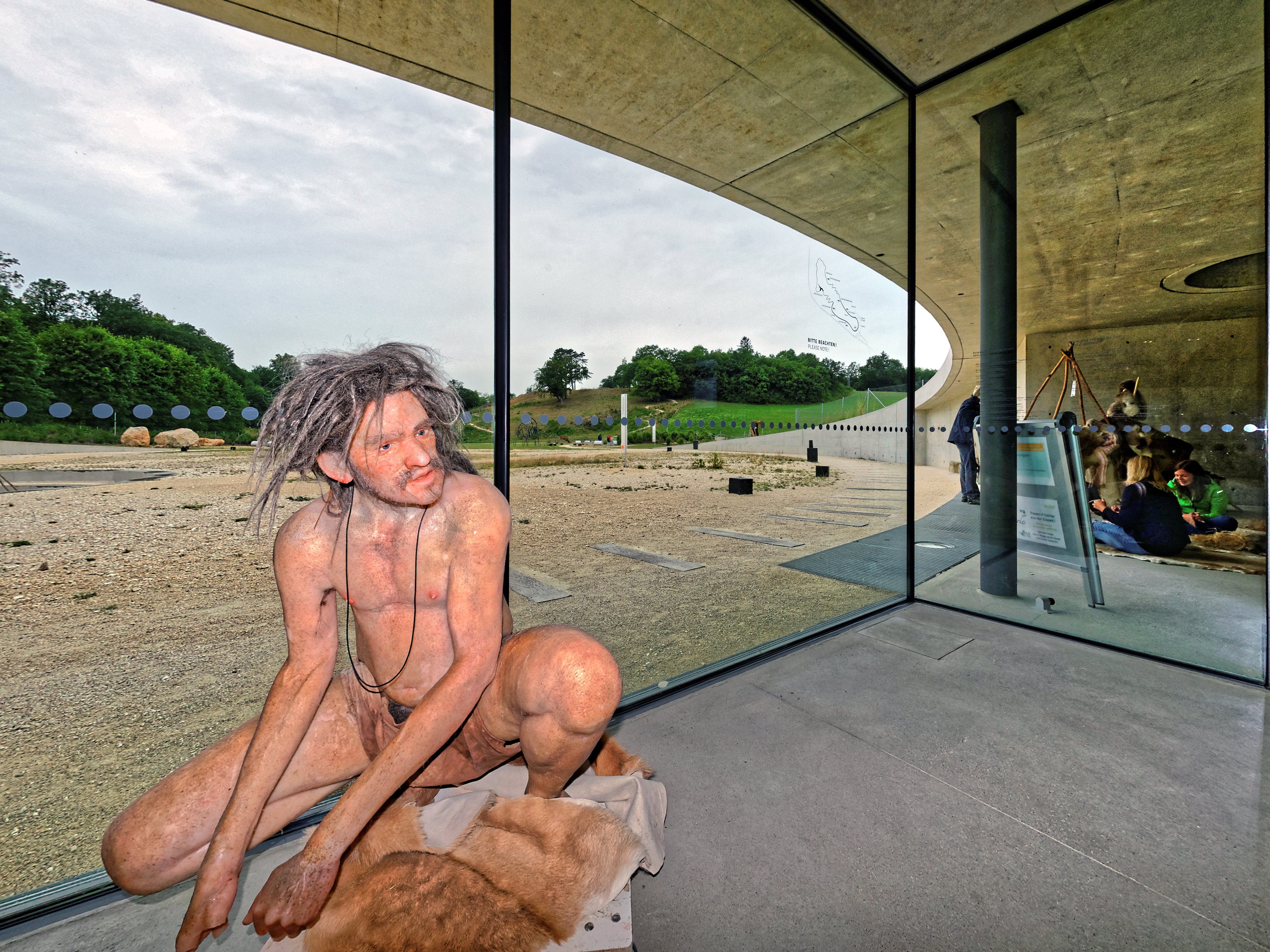
Réplica de un Homo sapiens en la sala del auditorium.
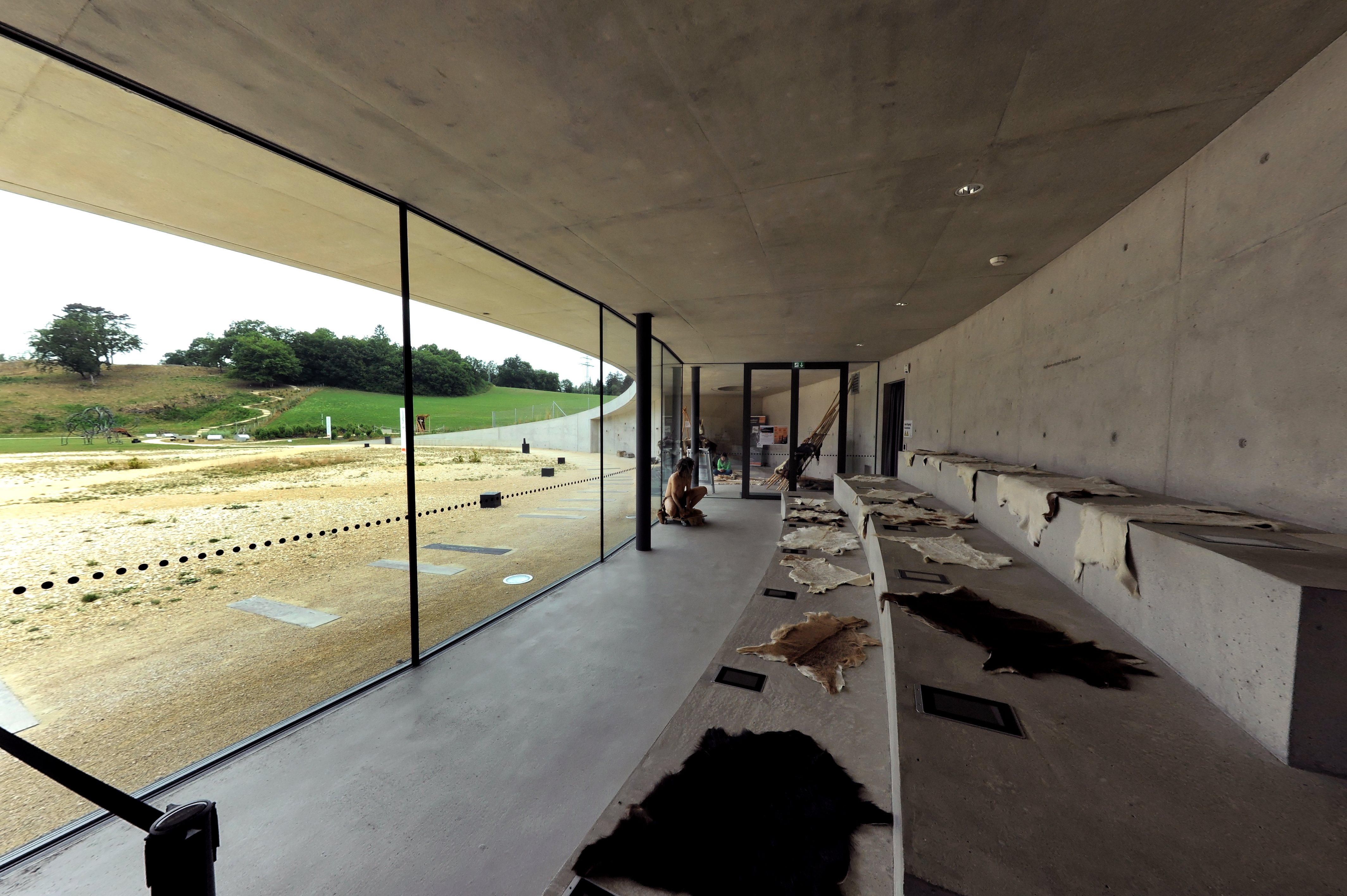
Sala del auditorium.

#### Otras estructuras
El parque arqueológico está equipado con una cafetería, un aparcamiento y senderos marcados con señales informativas de madera. En el parque arqueológico también se ha construido una reconstrucción de un campamento de cazadores de mamuts.

## Conservación museográfica

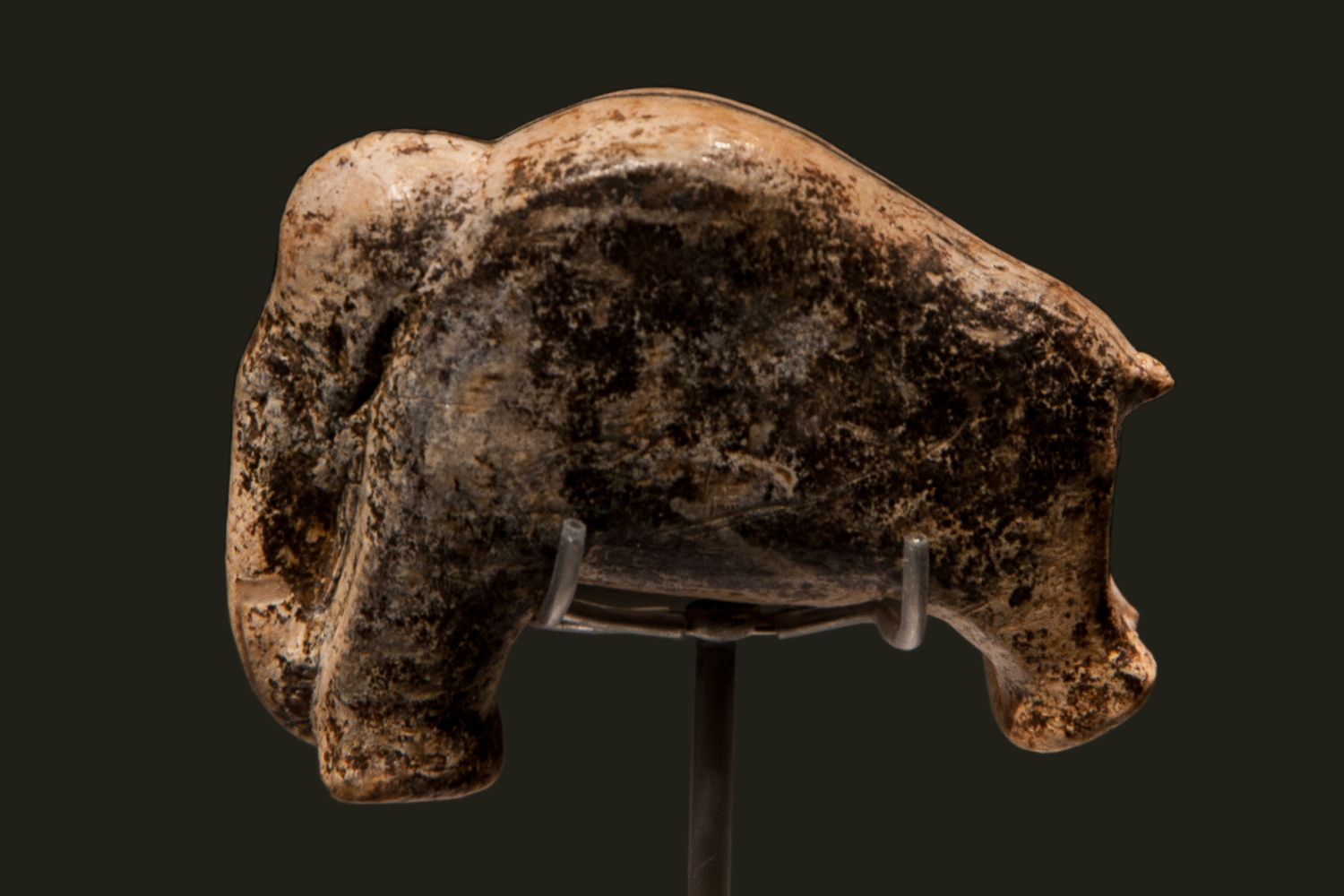
Figurita de mamut.

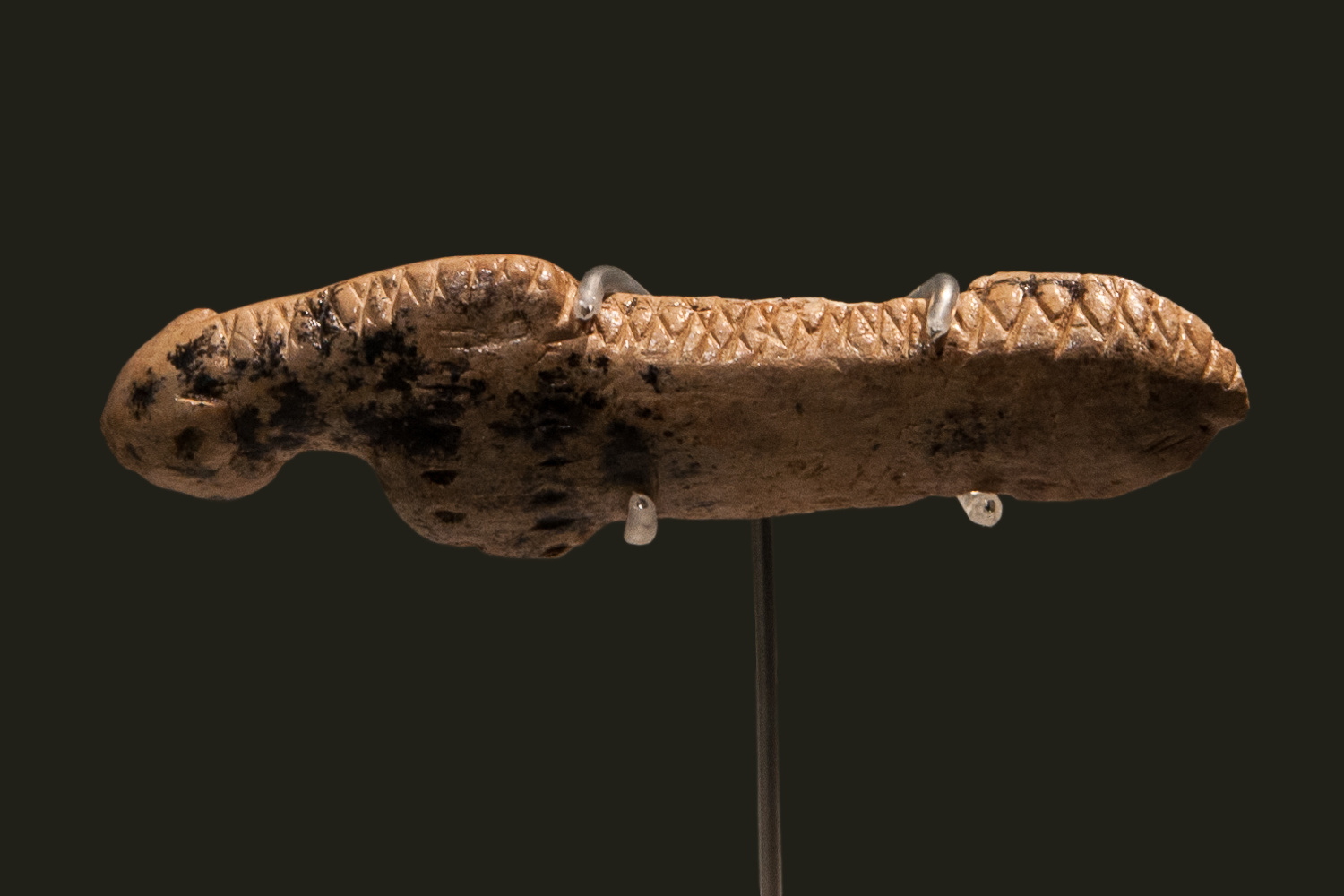
Torso de un león de las cavernas. Pieza descubierta en 2006.

En el centro de información del parque se exponen dos estatuillas descubiertas durante la campaña de excavación de Vogelherd 2005-2012.
Una de las dos estatuillas representa un mamut de marfil de 3,7 cm de longitud. La pieza de arte mueble pesa aproximadamente 7,5 gramos. La estatuilla ha sido inventariada como la obra de arte en miniatura más antigua de la humanidad conservada íntegramente en su estado original.
La segunda estatuilla, también de marfil, representa el torso de un león de las cavernas. La pieza mide 5,6 cm y data de unos 35des000 años de antigüedad.